# Шолохове
Шо́лохове — село в Україні, у Нікопольському районі Дніпропетровської області. Входить до складу Покровської міської громади. До 2018 року було адміністративним центром Шолоховської сільської ради. Населення — 3 230 мешканців.

## Географія
Село Шолохове розташоване у степовій зоні на півдні області за 100 кілометрів від Дніпра у межиріччі річок Базавлука і Солоної. На Базавлуці на північ від села утворене Шолоховське водосховище. З південно-східного боку Шолохове межує з містом Покров. Вище за течією річки Солона на відстані в 3,5 км розташоване село Хмельницьке. 
На схід і північний схід від села розташований ландшафтний заказник загальнодержавного значення «Базавлуцький прибережно-річковий комплекс».

## Історія

### Археологічні знахідки на території села
Поблизу Шолохового виявлені поселення і курганний могильник бронзової доби (III — початок I тисячоліття до н. е.), стоянку скіфсько-сарматського періоду (IV—II ст. до н. е.). В курганах, розкопаних в 1976 році, знайдені багаті скіфські поховання. Виявлено залишки поселення Черняхівської культури IV століття.

### Заснування села
За часів Запорозької Січі у цій місцевості виникло козацьке займище. З 1740 року тут постійно проживали родини та челядь запорозької старшини Нової Січі.
Після ліквідації Запорозької Січі за розпорядженням Новоросійської губернської канцелярії Шолохове було перетворене на державну військову слободу. 1782 року у слободі було зареєстровано 215 постійних жителів.
У 1797 році військові поселяни Шолохова мали в користуванні 4120 десятин орної землі, 275 десятин сінокосів, 5 — лісу.

### Розвиток села у 19 столітті
Кількість населення в слободі збільшувалося за рахунок селян-кріпаків з Правобережної та Лівобережної України, з російських губерній. У 1802 році тут вже налічувалося 150 дворів і 550 жителів. Військовим поселянам, різновиду державних селян, доводилося одночасно відбувати службу в армії і займатися господарством. Спочатку місцевим жителям ставилося в обов'язок виставляти по одному воїну від кожного двору і платити поземельний збір. Але вже починаючи з 1801 року з них стали стягувати подушний податок і оброк. За селянами часто значилися недоїмки, які вони не в змозі були погасити.
1859 року у селі мешкало 3 033 особи (1476 чоловіків та 1557 жінок), налічувалось 472 двори, була церква, завод, проходили 3 ярмарки на рік та базари по неділях.
Згідно з царськими указами 1866—1867 років про поземельний устрій державних селян сільська громада Шолохова зберегла землі та угіддя, якими вона користувалася раніше. Душевий наділ становив 6,9 десятини. Селяни повинні були до переходу на викуп, який відбувся в 1885 році, вносити до казни щорічно т. зв. державну оброчну подать. З розвитком капіталізму в сільському господарстві в Шолоховому, як і в інших селах, йшов процес розшарування селянства. 1898 року сільській громаді, яка налічувала 5274 людини, належало 4361,8 десятини надільної землі. В 242 господарствах наділ не перевищував 5 десятин, у 196 він становив 15-20 десятин, а в 27 — понад 20 десятин. З 875 господарств села 214 були безкінними, 113 — не мали корів, у той час як кожне з 65 куркульських господарств мало по 3 і більше корів, по 4 і більше голів робочої худоби. 183 двору не мали сільськогосподарським реманентом, в 412 — був лише невеликий, а в 290 дворах — плуги або буккеро.
Станом на 1886 рік в селі мешкало 2748 осіб, налічувалось 520 дворів, існували православна церква та 4 лавки, проходив ярмарок на рік та базари по вівторках.
За переписом 1897 року кількість мешканців зросла до 5191 особи (2622 чоловічої статі та 2569 — жіночої), з яких 5155 — православної віри.

### Початок 20 століття
За даними на 1908 рік в селі мешкало 7138 осіб (3713 чоловіків та 3425 жінок), налічувалось 1112 дворових господарств.
Селяни-бідняки, у яких не було сільськогосподарського інвентарю, не могли як слід обробити свої клаптики землі і отримували такі низькі врожаї, що не мали можливості платити державні податки і забезпечити собі навіть напівголодне існування. Багато хто з них наймалися в поміщицькі економії і куркульські господарства. Більшість із розорених бідняків села йшла працювати на Покровський марганцевий рудник.
Експлуатація з боку поміщиків і куркулів, малоземелля, політичне безправ'я призводили до виступів селян проти такого ладу. Особливо вони посилилися під впливом виступів робітничого класу в роки першої російської демократичної революції. 8 квітня 1905 земський начальник доповідав катеринославському губернатору, що жителі Шолохова ведуть розмови про те, щоб відібрати землю у поміщиків. У середині травня того року селяни з Шолохова В. Білий, М. Глущенка та інші почали самовільно пасти худобу на землі сусіднього поміщика. Коли ж прикажчик став їх проганяти, селяни пригрозили розгромити економію. Наляканий поміщик втік з маєтку. У село прибули земський начальник, справник і пристав, які загрожували мешканцям покараннями, засланням до Сибіру. Однак це не зупинило селян. Восени 1905 року вони спалили будинки в маєтку поміщика і в збройному зіткненні вбили його сина. У відповідь на це царський уряд послав в Шолохове каральний загін козаків, придушив виступ селян і вчинив масову розправу над ними.
В ході столипінської аграрної реформи протягом 1907—1910 років з селянської громади виділено 72 господарства, за ними закріпили в особисте користування 896 десятин землі. Селянська біднота, якій відводили гірші і найвіддаленіші від села ділянки землі, неохоче виділялася на відруби, оскільки це для неї означало повне розорення. 33 родини з Шолохове виїхали в Сибір. Однак, не маючи коштів для будівництва житла, придбання інвентарю та худоби, більше половини переселенців, випробувавши позбавлення, втративши рідних і близьких, змушені були повернутися назад.
Столипінська реформа сприяла ще більшому проникненню капіталізму в сільське господарство, розвитку товарно-грошових відносин. У 1912 році в Шолохове, окрім двох ярмарків, що проводилися у березні та жовтні, по вівторках збиралися базари. У селі вели торгівлі 4 мануфактурно-бакалійних магазини і 13 дрібних крамничок. Працювали паровий і 49 вітряних млинів. Відбувалося подальше розшарування села. У 1911 році тут налічувалося 391 безкінних господарств, в 389 господарствах було по дві і в 332 — три і більше коні. 330 господарств не мали корів, 782 — мали одну, іноді дві корови. Малоземелля, відсутність сільськогосподарського інвентарю і робочої худоби змушували бідноту йти в кабалу до поміщиків і куркулів, йти на заробітки в міста, поповнюючи ряди промислового пролетаріату. У 1906 році на заробітки з Шолохове пішло 85 осіб, у 1908 — 100, а в 1910 — вже 210 осіб.
Трудове населення Шолохове жило в поганих побутових умовах. У 1911 році в селі налічувалося лише 7 кам'яних будинків, критих залізом або черепицею, решта 2453 представляли собою глинобитні або плотові, криті соломою хати, майже всі з земляними статями. Не вистачало елементарної меблів, посуду, сірників, мила, гасу, взуття, одягу. За свідченням епідемлікаря В. Л. Стояновського, в селі було мало зелені, влітку все покривалося пилом, восени і навесні на вулицях стояла грязь, «з якою не може впоратися четвірка коней». Під час льодоходу населення бувало відрізаним від зовнішнього світу на дві-три тижні. Їжа селян була мізерною і дуже одноманітною — борщ, юшка, картопля, хліб. М'ясо — тільки взимку, влітку — молоко, овочі.
Постійними супутниками жителів села були хвороби та епідемії. У 1906—1907 роках епідемія дифтерії забрала 130 людських життів, у 1907—1908 роках від епідемії тифу померли 73 людини; в 1908 році від віспи — 33 особи; в 1910 році більше 100 жителів села хворіли на холеру, з них померли 49 людей. У 1911 році було обстежено 447 учнів шолоховських і 43 — олександрівською шкіл. 117 з них виявилися хворими.
Фельдшерський пункт містився в напіврозваленому будиночку, приймальня (вона ж аптека) не опалювалася. Лише в 1913 році в селі було відкрито лікарський ділянку. Два лікаря і чотири медичні сестри обслуговували населення чотирьох волостей — Шолоховської, Новософіївської, Олександрівської та Покровської. Основна маса населення Шолохове була неписьменною. Перша двокласна міністерська школа тут стала працювати в 1882 році, церковна — у 1896 році. У 1898 році в них навчалося 50 хлопчиків і 2 дівчинки. Більшість же дітей шкільного віку — 449 хлопчиків та 353 дівчинки — залишалися поза школою. Тільки 444 чоловіки з 2691 і 17 жінок з 2583 вміли читати і писати. У 1906 році в селі відкрилися ще дві церковноприхідські школи. В одній з них стіни взимку промерзали настільки, що доводилося перекладати учнів у вчительську квартиру. У 1911 році в чотирьох школах села навчалося 338 учнів. Проте як і раніше залишалася неписьменною половина чоловіків і 93-95 % жінок. Раз на тиждень у волость надходила газета «Руська правда» в одному примірнику. У селі працювали дві казенні винні лавки і п'ять трактирів. Перша світова війна викликала скорочення промислового та сільськогосподарського виробництва, призвела до ще більшого зубожіння трудового селянства.

### Під владою УРСР
Після Жовтневого перевороту в січні 1918 року влада в селі перейшла до Ради робітничих і селянських депутатів під керівництвом більшовиків. Протягом 1918—1920 років село захоплювали війська різних політичних сил, наприкінці вересня 1920 р. на пагорбах Солоної відбувся найбільший (до 15 тис. шабель) зустрічний кавалерійський бій між корпусом генерал Бабієва та червоною 2 -ю кінною армією, а в жовтні 1920 р. встановлено радянську окупацію.
Наприкінці 1920-тих років у Шолоховому створено перші колгоспи.
Під час організованого радянською владою Голодомору 1932—1933 років померло щонайменше 75 жителів села.
З 17 серпня 1941 року по 2 лютого 1944 року село було окуповане німецькими військами.
На початку 1950-тих років колгоспи Покровського об'єдналися в один — ім. Богдана Хмельницького.

## Сучасність
В селі працює декілька (до 8) дрібних сільськогосподарських підприємств.
Заклади соціальної сфери:
- Покровська середня загальноосвітня школа І—ІІІ ступенів[18];
- дошкільний навчальний заклад;
- лікарська амбулаторія;
- будинок культури;
- сільська бібліотека.

## Відомі уродженці
- Пушкар Микола Сидорович (1930—1995) — український кріобіолог.
- Таран Павло Андрійович (1916—2005) — військовий льотчик, двічі Герой Радянського Союзу.
- Чехранов Вадим Дем'янович (1919—2003) — науковець-металург, лауреат Державної премії УРСР в галузі науки і техніки.